# C Sharp
C# (C Sharp; wym. [siːˈʃɑːp]; dosłownie „cis”, „c z kratką”) – wieloparadygmatowy język programowania zaprojektowany w latach 1998–2001 przez zespół pod kierunkiem Andersa Hejlsberga dla firmy Microsoft.
Program napisany w tym języku kompilowany jest do języka Common Intermediate Language (CIL), specjalnego kodu pośredniego wykonywanego w środowisku uruchomieniowym takim jak .NET Framework, .NET Core, Mono lub DotGNU.
Wykonanie skompilowanego programu przez system operacyjny wymaga zainstalowanego środowiska uruchomieniowego lub zawarcia go w dystrybuowanej aplikacji (tzw. aplikacja typu self-contained). Począwszy od wersji środowiska .NET 7, aplikacje mogą być także kompilowane w wersji natywnej dla wybranej platformy.

## Nazwa
Nazwa języka powstała analogicznie jak nazwa C++. Operator ++ w C (w C++ też) oznacza zwiększenie o jeden, więc C++ to więcej niż C. Autorzy C# wykorzystali podobny pomysł, gdzie symbol krzyżyka/kratki przypomina cztery połączone ze sobą operatory +. W muzyce dźwięk C♯ jest wyższy niż dźwięk C, może to sugerować, że język jest rozwinięciem C/C++.
Symbol ♯ (krzyżyk) jest niedostępny na większości klawiatur, niektórych czcionkach i przeglądarkach internetowych, dlatego zalecane jest używanie symbolu kratki (#), który bardzo przypomina symbol muzyczny. Czasami tam gdzie ma to uzasadnienie np. w materiałach promocyjnych, Microsoft używa nazwy C♯ zamiast C#.

## Cechy języka
Język C# ma wiele cech wspólnych z językami programowania Object Pascal, Delphi, C++ i Java.
- obiektowość z hierarchią o jednym elemencie nadrzędnym: podobnie jak w Javie, kod programu jest zbiorem klas. W C#, podobnie jak w Javie/Object Pascalu, hierarchia dziedziczenia opiera się na istnieniu jednej klasy Object (System.Object), która stanowi element nadrzędny tej hierarchii. W szczególności oznacza to, że również typy proste (int, double, itd.) są strukturami z właściwymi sobie metodami, np. int i=1; string s = i.ToString();
- odśmiecanie pamięci: zarządzaniem pamięcią zajmuje się środowisko uruchomieniowe. Oznacza to, że nie ma potrzeby samodzielnego zajmowania się zwalnianiem pamięci po obiektach, które przestają być używane
- właściwości, indeksery: dodatkowe elementy składowe klas
- delegaty, zdarzenia: odpowiedniki i rozwinięcie wskaźników na funkcje z C++
- refleksje i atrybuty klas: w czasie pracy programu istnieje możliwość analizy struktury kodu z poziomu tego kodu. Umożliwia to tworzenie wysoce uniwersalnych mechanizmów operujących na strukturze kodu nieznanej w czasie kompilacji. Mechanizm ten wykorzystywany jest m.in. w bibliotekach ORM, narzędziach do analizy i weryfikacji kodu czy rozszerzeniach AOP. Mechanizm atrybutów został z C# zapożyczony do języka Java w wersji 1.5 (adnotacje), jakkolwiek samo Reflection API istniejące od pierwszego wydania języka stanowiło inspirację dla twórców C#
- typy ogólne (generics – dostępne od wersji .NET 2.0): mechanizm zbliżony swoją ogólnością do szablonów w C++, jednak tu typ ogólny jest przenoszony do modułu binarnego i możliwy jest do wykorzystania bez konieczności posiadania kodu źródłowego
- dynamiczne tworzenie kodu: biblioteki .NET umożliwiają dynamiczne tworzenie kodu w czasie działania programu i włączanie go do kodu aktualnie wykonywanego. Możliwe jest zarówno dynamiczne tworzenie kodu wykonywalnego ze źródeł C# jak i tworzenie dynamicznych modułów w języku pośrednim (CIL).
- bogata biblioteka klas BCL, umożliwiająca rozwijanie aplikacji konsolowych, okienkowych (System.Windows.Forms oraz WPF od .NET Framework 3.0), bazodanowych (ADO.NET), sieciowych (System.Net), w architekturze rozproszonej (WebServices) czy dynamicznych aplikacji internetowych (ASP.NET) oraz dynamiczne treści multimedialne (Silverlight).
- W C#, podobnie jak w C stosuje się dwa rodzaje komentarzy:
  1. // to komentarz jednoliniowy, czyli wszystkiego, co znajduje się za nim, kompilator nie bierze pod uwagę.
  2. Komentarz wielowierszowy zaczyna się od /* a kończy */. Kompilator nie bierze pod uwagę tego, co znajduje się pomiędzy.

Jeśli komentarz zaczyna się od /// lub /**, to jest to komentarz, w którym umieszcza się dokumentację do kodu.

### C# 2.0
Rozszerzenia do języka C# zostały przedstawione przez Microsoft w roku 2005 wraz z prezentacją .NET Framework 2.0 oraz Visual Studio 2005.
Najważniejsze z rozszerzeń to:
- typy generyczne – typy te rozszerzają język C# o polimorfizm parametryczny.

Kopiec zaimplementowany przy pomocy szablonu klasy:
```
public
 
class
 
Kopiec
<
T
>

{

      
private
 
T
[]
 
tablica
;

      
// konstruktor

      
public
 
Kopiec
(
T
[]
 
tablica
)
 
{...}

      
// wstawianie nowego elementu do kopca

      
public
 
void
 
Wstaw
(
T
 
elem
)
 
{...}

}

```

- słowo kluczowe yield.

- typy częściowe – umożliwiają rozbicie klasy, struktury lub interfejsu do wielu plików źródłowych. Klasa częściowa wymaga użycia słowa kluczowego partial.

- metody anonimowe – pozwalają na tworzenie funkcji „w miejscu”. Funkcje takie umożliwiają związanie kodu funkcji bezpośrednio z instancją delegata. Oznacza to, że te funkcje nie mają nazwy i mogą być wywołane jedynie przez wywołanie delegata.

```
someButton
.
Click
 
+=
 
delegate
 
{
 
MessageBox
.
Show
(
"Wciśnięto przycisk"
);
 
};

```

- typy Nullable – to typ prosty, który łączy wartości swojego typu podstawowego z dodatkowym oznaczeniem braku wartości (null). Typy te są tworzone przez połączenie nazwy typu prostego ze znakiem ‘?’ np. int?, float?. Głównym zastosowaniem tych typów jest współpraca z bazami danych. Reprezentują one wartości uzyskane z bazy danych, uwzględniając możliwość nie istnienia danej wartości w bazie.

### C# 3.0
- Słowa kluczowe "select, from, where" pozwalające na dostęp do SQL, XML, kolekcji i innych (Language integrated query (LINQ))
- Proste inicjowanie obiektów: Klient k = new Klient(); k.Imie="Jan"; staje się Klient k = new Klient() { Imie="Jan" };
- wyrażenia lambda: listOfFoo.Where(delegate(Foo x) { return x.size>10;}) staje się listOfFoo.Where(x => x.size>10);
- Typy domniemane: var x = "hello"; oznacza to samo, co string x = "hello";
- Typy anonimowe: var x = new { Imie = "Jan" }
- Automatycznie generowane właściwości: public static int Liczba { get; internal set; }
- Rozszerzanie typów – dodawanie nowych metod do istniejących klas bez potrzeby ich dziedziczenia.

C# 3.0 przedstawiono na PDC 2005. Jest obsługiwany przez środowisko Visual Studio 2008, a jego kompilator jest częścią platformy .NET Framework 3.5.

### C# 4.0
- Obsługa języków dynamicznych dzięki słowu kluczowemu dynamic.
- Obsługa kontra- i kowariancji.
- Opcjonalne słowo kluczowe ref dla wywołań metod obiektów COM.
- Parametry opcjonalne i argumenty nazwane.

Jest obsługiwany przez środowisko Visual Studio 2010, a jego kompilator jest częścią platformy .NET Framework 4.0.

### C# 5.0
Nowe elementy języka:
- Słowa kluczowe await i async ułatwiające programowanie asynchroniczne.
- Nowy atrybut Caller Info umożliwiający uzyskanie szczegółowych informacji o wywołaniu metod.

### C# 6.0
- Możliwość użycia słów kluczowych async/await w blokach catch/finally
- Nowa dyrektywa preprocesora nameof
- Null propagation(inne języki)
- Dodano filtry wyjątków w bloku catch
- Dodaną nowy sposób na formatowanie łańcuchów znaków - String Interpolation

### C# 7.0
- Możliwość tworzenia funkcji lokalnych (definiowanych wewnątrz innych funkcji)
- Value Tuples

```
public
 
(
string
 
name
,
 
int
 
age
)
 
GetStudentInfo
()

{

    
return
 
(
name
:
 
"Annie"
,
 
age
:
 
25
);

}

var
 
(
name
,
 
age
)
 
info
 
=
 
GetStudentInfo
();

```

- ref return - zwracanie poprzez referencję (ma głównie wartość wydajnościową, np. przy dużych strukturach).

```
public
 
class
 
Score

{

    
private
 
int
 
value
 
=
 
5
;

    

    
public
 
ref
 
int
 
Get
()

    
{

        
return
 
ref
 
this
.
value
;

    
}

}

```

- ref locals
- pattern matching - umożliwia sprawdzanie, czy zmienna jest danego typu i, jeśli tak, przypisanie tej wartości do nowej zmiennej typu docelowego. Możliwe jest również dołączanie dodatkowych warunków za pomocą słowa kluczowego when

```
public
 
static
 
double
 
ComputeArea_Version4
(
object
 
shape
)

{

    
switch
 
(
shape
)

    
{

        
case
 
Square
 
s
 
when
 
s
.
Side
 
==
 
0
:

        
case
 
Circle
 
c
 
when
 
c
.
Radius
 
==
 
0
:

        
case
 
Triangle
 
t
 
when
 
t
.
Base
 
==
 
0
 
||
 
t
.
Height
 
==
 
0
:

        
case
 
Rectangle
 
r
 
when
 
r
.
Length
 
==
 
0
 
||
 
r
.
Height
 
==
 
0
:

            
return
 
0
;

    
}

}

```

### C# 7.1
- async Main
- Uproszczone korzystanie z default

```
private
 
static
 
int
 
NewMethodWithArgs
(
int
 
i
 
=
 
default
,
 
object
 
o
 
=
 
default
)

{

    
return
 
default
;

}

```

- Uproszczone korzystanie z Value Tuples

```
int
 
count
 
=
 
5
;

string
 
label
 
=
 
"Colors used in the map"
;

var
 
pair
 
=
 
(
count
,
 
label
);
 
// zmienna pair będzie posiadać dwa elementy: pair.count oraz pair.label

```

### C# 8.0
Jest obsługiwany przez środowisko Visual Studio 2019, a jego kompilator jest częścią platformy .NET Core 3.x.
- Elementy członkowskie tylko do odczytu
- Domyślne metody interfejsu
- Ulepszenia dopasowania wzorca:
  - Przełączanie wyrażeń
  - Wzorce właściwości
  - Wzorce krotki
  - Wzorce pozycyjne
- Używanie deklaracji
- Statyczne funkcje lokalne
- Indeksy i zakresy

```
var
 
zdanie
 
=
 
new
 
string
[]

{

                
// indeks od początku   indeks od końca

    
"Ala"
,
      
// 0                    ^7

    
"ma"
,
       
// 1                    ^6

    
"kota"
,
     
// 2                    ^5

    
"a"
,
        
// 3                    ^4

    
"kot"
,
      
// 4                    ^3

    
"ma"
,
       
// 5                    ^2

    
"Alę."
,
     
// 6                    ^1

};
              
// 7 (lub words.Length) ^0

Console
.
WriteLine
(
$"Ostatnie słowo w zdaniu to {zdanie[^1]}"
);
 
// program wypisze "Alę."

```

### C# 9.0
Jest obsługiwany przez środowisko Visual Studio 2019, a jego kompilator jest częścią platformy .NET 5.0.
- Wprowadzono typy rekordówpublic record Osoba
{
    public string Imie { get; set; }
    public string Nazwisko { get; set; }
};
public record Osoba(string Imie, string Nazwisko);
- Niemutowalne właściwości w obiektachpublic class Osoba
{
    public int Wiek { get; init; }
}
- Instrukcje najwyższego poziomu
- Ulepszone dopasowanie do wzorca
- Wydajność i współdziałanie

### C# 10.0
Jest obsługiwany przez środowisko Visual Studio 2022, a jego kompilator jest częścią platformy .NET 6.0
- Wprowadzono nową składnię - !! po nazwie parametru w sygnaturze metody sprawi, że zostanie sprawdzona wartość tego parametru i zostanie rzucony wyjątek, jeżeli jest ona nullem.
- Wprowadzono global using, który umożliwia wszystkim plikom projektu dostęp do przestrzeni nazw określonych z tym dopiskiem.
- Wprowadzono deklarację przestrzeni nazw o zakresie pliku.
- Ulepszono wyrażenie lambda.
- Rekordy mogą mieć zapieczętowane ToString.
- Ciągi interpolowane jako stałe.

### C# 11.0
Jest obsługiwany przez środowisko Visual Studio 2022, a jego kompilator jest częścią platformy .NET 7
- Dodanie atrybutów generycznych
- Możliwość oznaczania właściwości i pól z użyciem modyfikatora required
- Nowe linie w interpolacjach ciągów znaków
- Aliasy dla IntPtr i UIntPtr
- Rozszerzony zakres nameof

### C# 12.0
Jest obsługiwany przez środowisko Visual Studio 2022, a jego kompilator jest częścią platformy .NET 8
- Dodanie konstruktorów podstawowychpublic class Osoba(string imie)
{
    public string Imie => imie;
}
- Wyrażenia kolekcjiint[] numbers = [1, 2, 3, 4];
List<string> strings = [];
- Tablice wbudowane
- Aliasy dla dowolnych typów
- Przechwytywanie kodu
- Atrybut eksperymentalny

### C# 13
C# 13 jest wspierany na platformie .NET 9
- Nowy typ i semantyka lock
- Typy ref struct mogą implementować interfejsy
- Właściwości i indeksery częściowe
- Autorzy bibliotek mogą teraz określać priorytety rozdzielczości przeciążeń, co pozwala na bardziej precyzyjne kontrolowanie, która wersja metody zostanie wywołana
- Słowo kluczowe field jako funkcja w wersji zapoznawczej
- Modyfikator params może być używany z większą liczbą typów kolekcji, nie tylko z tablicami

## Przykładowe programy
Prosty program napisany w języku C#. Po jego skompilowaniu i uruchomieniu wyświetlony zostanie napis "Podaj swoje imię: ". Po pobraniu imienia od użytkownika, zostanie ono wyświetlone w następnej linii.
```
using
 
System
;

public
 
class
 
PrzykladowaKlasa

{

    
public
 
static
 
void
 
Main
()

    
{

        
Console
.
WriteLine
(
"Podaj swoje imię:"
);

        
string
 
imie
 
=
 
Console
.
ReadLine
();

        
Console
.
WriteLine
(
$"Twoje imię to: {imie}"
);

        
Console
.
WriteLine
(
"Wciśnij dowolny klawisz by zakończyć program."
);

        
Console
.
ReadKey
();

    
}

}

```

Inny program symulujący uniwersalną kostkę do gry, można w nim zobaczyć kilka podstawowych instrukcji języka C# oraz wykorzystanie funkcji instrukcji najwyższego poziomu.
```
int
 
kostka
;

Random
 
liczba
 
=
 
new
();

string
 
input
 
=
 
string
.
Empty
;

Console
.
Clear
();

while
 
(
true
)

{

    
Console
.
Write
(
"Iluścienną kostką chcesz grać? "
);

    
try

    
{

        
kostka
 
=
 
int
.
Parse
(
Console
.
ReadLine
());

    
}

    
catch

    
{

        
Console
.
WriteLine
(
"Podano nieprawidłowe dane!"
);

        
kostka
 
=
 
0
;

    
}

    
if
 
(
kostka
 
<
 
4
)

    
{

        
Console
.
WriteLine
(
"Kostka ma minimum 4 ściany."
);

    
}

    
else
 
break
;

}

Console
.
Clear
();

while
 
(
!
input
.
Equals
(
"q"
))

{

    
Console
.
WriteLine
(
$"Wylosowana liczba to: {liczba.Next(kostka) + 1}\tAby zakończyć wciśnij Q + Enter"
);

    
input
 
=
 
Console
.
ReadLine
();

}

```

Przykładowy program który działa jak stoper i aktualizuje się co sekundę:
```
using
 
System
;

using
 
System.Threading
;

class
 
Stopwatch

{

    
static
 
void
 
Main
()

    
{

        
int
 
seconds
 
=
 
0
;

        
while
 
(
true
)

        
{

            
Console
.
Clear
();
 
// Wyczyść konsolę, aby zaktualizować czas na tym samym miejscu

            
Console
.
WriteLine
(
"Czas: {0} sekund"
,
 
seconds
);

            
Thread
.
Sleep
(
1000
);
 
// Poczekaj 1 sekundę

            
seconds
++
;
 
// Zwiększ licznik sekund o 1

        
}

    
}

}

```